# 南川站 (重庆市)
南川站（现已停运），位于中华人民共和国重庆市南川区，是三万南铁路、南涪铁路上的火车站，建于1990年，由成都铁路局管辖。

## 車站周邊
- 重庆市南川区环境保护局
- 中国移动南川分公司
- 南川区国家税务局东城税务所
- 南川隆化七小
- 凯特酒店
- 南川区规划局
- 农村商业银行南川支行
- 中国联通二环路营业厅
- 半溪河滨水公园
- 重庆南侨大酒店
- 重庆市南川区旅游局
- 南川客运中心站
- 金晶商务酒店

## 歷史
- 建于1990年。

## 外部連結
- 中国铁路客户服务中心（页面存档备份，存于）